# Craugastor chrysozetetes
Craugastor chrysozetetes là một loài ếch thuộc họ Craugastoridae.
Đây là loài đặc hữu của Honduras.
Môi trường sống tự nhiên của chúng là vùng núi ẩm nhiệt đới hoặc cận nhiệt đới và sông ngòi.
Nó đã tuyệt chủng do mất môi trường sống.